# 小碧乡
小碧乡，是中华人民共和国湖南省娄底市娄星区下辖的一个乡镇级行政单位。

## 行政区划
小碧乡下辖以下地区：
镇南村、青联村、建新村、集和村、桐梓村、同安村、同福村、十字村、对家村、栗冲村、炉塘村、小碧村、日岩村、高坪村、双联村、农联村和青泉村。